# Ryska superligan i bandy
Ryska superligan i bandy är toppserien i den ryska bandyns seriepyramid. Serien var indelad i två grupper, Östra och Västra gruppen, till säsongen 2009-10 då 17 lag spelade en rak serie. De främst placerade lagen kvalificerar sig för kvartsfinal. Från och med säsongen 2011-2012 kallas den Superligan, med final i Archangelsk den 25 mars 2012. Ryska ligan i bandy grundades, när sovjetiska ligan i bandy upplöstes 1992. De ryska klubbarna samlade sig då till en serie, med liknande upplägg, som den sovjetiska. Av topplagen i den Sovjetiska ligan, så var det bara kazakiska Dynamo Alma-Ata som inte var en rysk klubb. 
De första åren drabbades klubbarna hårt av den ekonomiska tillbakagången i Ryssland, och många ryska spelare valde att flytta till Sverige och Allsvenskan / Elitserien. Utveckling vände uppåt under andra halvan av 1990-talet, och mot slutet av decenniet, började ryska spelare att lockas hem igen. Efter år 2000 har ekonomin hos klubbarna i Ryska ligan blivit bättre och bättre, och under 2000-talets första decennium har klubbarna kunnat locka med årslöner på över 4 miljoner kronor. Detta har från 2004 och framåt lockat en hel del svenskar att pröva lyckan i Ryssland.

## Högsta ligans medaljörer i Sovjetunionen, OSS och Ryssland
| Säsong    | 1                      | 2                                      | 3                             |
| --------- | ---------------------- | -------------------------------------- | ----------------------------- |
| 1936      | Dynamo Moskva          | Trudkommuna named by G.Yagoda Bolshevo | Dynamo Leningrad              |
| 1950      | ODO Sverdlovsk         | Dynamo Moskva                          | Spartak Moskva                |
| 1951      | Dynamo Moskva          | SKA Sverdlovsk                         | Spartak Moskva                |
| 1952      | Dynamo Moskva          | KVIFV Leningrad                        | SKA Sverdlovsk                |
| 1953      | SKA Sverdlovsk         | ODO Riga                               | Traktor Krasnojarsk           |
| 1954      | CSKA Moskva            | Dynamo Moskva                          | Burevestnik Moskva            |
| 1954/1955 | CSKA Moskva            | SKA Sverdlovsk                         | ODO Khabarovsk                |
| 1955/1956 | SKA Sverdlovsk         | CSKA Moskva                            | Dynamo Moskva                 |
| 1956/1957 | CSKA Moskva            | SKA Sverdlovsk                         | Burevestnik Moskva            |
| 1957/1958 | SKA Sverdlovsk         | CSKA Moskva                            | Burevestnik Moskva            |
| 1958/1959 | SKA Sverdlovsk         | Dynamo Moskva                          | CSKA Moskva                   |
| 1959/1960 | SKA Sverdlovsk         | CSKA Moskva                            | Dynamo Moskva                 |
| 1960/1961 | Dynamo Moskva          | SKA Sverdlovsk                         | CSKA Moskva                   |
| 1962      | SKA Sverdlovsk         | CSKA Moskva                            | Dynamo Moskva                 |
| 1962/1963 | Dynamo Moskva          | SKA Sverdlovsk                         | Vympel Kaliningrad            |
| 1963/1964 | Dynamo Moskva          | SKA Neftianik                          | SKA Sverdlovsk                |
| 1963/1964 | Dynamo Moskva          | SKA Sverdlovsk                         | SKA Neftianik                 |
| 1965/1966 | SKA Sverdlovsk         | Dynamo Moskva                          | Dynamo Alma-Ata               |
| 1966/1967 | Dynamo Moskva          | SKA Sverdlovsk                         | Dynamo Alma-Ata               |
| 1967/1968 | SKA Sverdlovsk         | Dynamo Moskva                          | SKA Neftianik                 |
| 1968/1969 | Dynamo Moskva          | SKA Sverdlovsk                         | SKA Neftianik                 |
| 1969/1970 | Dynamo Moskva          | SKA Neftianik                          | SKA Sverdlovsk                |
| 1970/1971 | SKA Sverdlovsk         | Dynamo Moskva                          | Dynamo Alma-Ata               |
| 1971/1972 | Dynamo Moskva          | HK Volga Uljanovsk                     | SKA Neftianik                 |
| 1972/1973 | Dynamo Moskva          | Dynamo Alma-Ata                        | HK Kuzbass                    |
| 1973/1974 | SKA Sverdlovsk         | Dynamo Moskva                          | Dynamo Alma-Ata               |
| 1974/1975 | Dynamo Moskva          | Dynamo Alma-Ata                        | SKA Sverdlovsk                |
| 1975/1976 | Dynamo Moskva          | Dynamo Alma-Ata                        | HK Volga Uljanovsk            |
| 1976/1977 | Dynamo Alma-Ata        | Dynamo Moskva                          | HK Volga Uljanovsk            |
| 1977/1978 | Dynamo Moskva          | Dynamo Alma-Ata                        | HK Jenisej Krasnojarsk        |
| 1978/1979 | HK Zorkij              | Dynamo Alma-Ata                        | SKA Neftianik                 |
| 1979/1980 | HK Jenisej Krasnojarsk | HK Start                               | HK Zorkij                     |
| 1980/1981 | HK Jenisej Krasnojarsk | Dynamo Alma-Ata                        | SKA Neftianik                 |
| 1981/1982 | HK Jenisej Krasnojarsk | SKA Neftianik                          | HK Zorkij                     |
| 1982/1983 | HK Jenisej Krasnojarsk | HK Zorkij                              | Dynamo Alma-Ata               |
| 1983/1984 | HK Jenisej Krasnojarsk | Dynamo Moskva                          | SKA Neftianik                 |
| 1984/1985 | HK Jenisej Krasnojarsk | HK Zorkij                              | SKA Neftianik                 |
| 1985/1986 | HK Jenisej Krasnojarsk | SKA Neftianik                          | Dynamo Moskva                 |
| 1986/1987 | HK Jenisej Krasnojarsk | Dynamo Moskva                          | HK Zorkij                     |
| 1987/1988 | HK Jenisej Krasnojarsk | Dynamo Moskva                          | SKA Neftianik                 |
| 1988/1989 | HK Jenisej Krasnojarsk | SKA Neftianik                          | HK Zorkij                     |
| 1989/1990 | Dynamo Alma-Ata        | HK Jenisej Krasnojarsk                 | SKA Sverdlovsk                |
| 1990/1991 | HK Jenisej Krasnojarsk | HK Zorkij                              | Dynamo Moskva                 |
| 1991/1992 | HK Zorkij              | SKA Zenith                             | Dynamo Alma-Ata               |
| 1992/1993 | HK Zorkij              | Stroitel                               | HK Vodnik                     |
| 1993/1994 | SKA Zenith             | HK Sibselmasj                          | Sajan-Chakassia               |
| 1994/1995 | HK Sibselmasj          | HK Start                               | Bajkal Energija               |
| 1995/1996 | HK Vodnik              | HK Sibselmasj                          | HK Start                      |
| 1996/1997 | HK Vodnik              | HK Sibselmasj                          | HK Volga Uljanovsk            |
| 1997/1998 | HK Vodnik              | Bajkal Energija                        | HK Start                      |
| 1998/1999 | HK Vodnik              | HK Jenisej Krasnojarsk                 | Bajkal Energija               |
| 1999/2000 | HK Vodnik              | HK Jenisej Krasnojarsk                 | HK Start                      |
| 2000/2001 | HK Jenisej Krasnojarsk | HK Vodnik                              | HK Kuzbass                    |
| 2001-2002 | HK Vodnik              | HK Start                               | HK Kuzbass                    |
| 2002-2003 | HK Vodnik              | HK Jenisej Krasnojarsk                 | HK Kuzbass                    |
| 2003-2004 | HK Vodnik              | HK Kuzbass                             | HK Zorkij                     |
| 2004-2005 | HK Vodnik              | HK Kuzbass                             | SKA Neftianik                 |
| 2005-2006 | Dynamo Moskva          | HK Kuzbass                             | HK Rodina Kirov               |
| 2006-2007 | Dynamo Moskva          | HK Zorkij                              | HK Kuzbass                    |
| 2007-2008 | Dynamo Moskva          | HK Zorkij                              | HK Kuzbass                    |
| 2008-2009 | Dynamo Moskva          | HK Kuzbass                             | Dynamo Kazan                  |
| 2009-2010 | Dynamo Moskva          | HK Zorkij                              | HK Kuzbass & Jenisej          |
| 2010-2011 | Dynamo Kazan           | Dynamo Moskva                          | HK Zorkij                     |
| 2011-2012 | Dynamo Moskva          | Dynamo Kazan                           | HK Zorkij & Jenisej           |
| 2012-2013 | Dynamo Moskva          | HK Zorkij                              | Dynamo Kazan & Jenisej        |
| 2013-2014 | Jenisej                | Dynamo Moskva                          | Dynamo Kazan & HK Zorkij      |
| 2014-2015 | Jenisej                | Dynamo Moskva                          | Bajkal Energija               |
| 2015-2016 | Jenisej                | Bajkal Energija                        | Dynamo Moskva & SKA Neftyanik |
| 2016-2017 | SKA Neftyanik          | Bajkal Energija                        | Jenisej                       |
| 2017-2018 | SKA Neftyanik          | Jenisej                                | Bajkal Energija               |
| 2018-2019 | SKA Neftyanik          | Dynamo Moskva                          | Uralskiy Trubnik              |

## Klubbar
Klubbarna kommer främst från norra och östra Ryssland. Sibirien är ett mycket starkt fäste för bandy.
| Säsongen 2010-11     |                  |                         |                             |
| Klubb                | Stad             | Arena                   | Arenainfo worldstadiums.com |
| Bajkal-Energija      | Irkutsk          | Trud Stadion            | Trud Stadion                |
| Jenisej              | Krasnojarsk      | Jenisej Stadion         | Jenisej Stadion             |
| Kuzbass              | Kemerovo         | Chimikstadion           | Chimik Stadion              |
| SKA Neftianik        | Chabarovsk       | Erofei-Arena            | Saknas                      |
| Sibselmasj           | Novosibirsk      | Sibselmasj Stadion      | Sibselmasj Stadion          |
| Uralskij Trubnik     | Pervouralsk      | NTZ Stadium             | Saknas                      |
| Borovitji            | Borovitji        | Volga Stadion           | Saknas                      |
| Dynamo Moskva        | Moskva           | Krylatskoje             | Krylatskoje                 |
| Lokomotiv (Orenburg) | Orenburg         | Dinamo Stadion          | Dinamo Stadion              |
| Murman               | Murmansk         | Stroitel Stadion        | Saknas                      |
| Dynamo Kazan         | Kazan            | Raketa Stadion          | Raketa Stadion              |
| Rodina               | Kirov            | Rodina Stadion          | Rodina Stadion              |
| Start                | Nizjnij Novgorod | Trud Stadion            | Trud Stadion                |
| Stroitel             | Syktyvkar        | Respublikanskij Stadion | Saknas                      |
| Vodnik               | Archangelsk      | Trud stadion            | Dinamo Stadion              |
| Volga                | Uljanovsk        | Volga-Sport-Arena       | Saknas                      |
| Zorkij               | Krasnogorsk      | Zorkii Stadion          | Zorkii Stadion              |

## Publik på matcharenor
Ryska ligan i bandy lockar mycket publik till matcharenorna, men det skiljer sig väldigt mycket åt, mellan olika klubbar. Generellt sett drar klubbarna i Sibirien mer publik än övriga. Högst publiksnitt har Bajkal-Energija från Irkutsk och Kuzbass från Kemerovo. Intressant att notera är att storlaget Dynamo Moskva, som dominerat ligan, sedan återkomsten 2005, har det lägsta publiksnittet av alla lag i ryska ligan. Och då har laget ändå fått hjälp att hålla uppe snittet, med publikdragande derby mot Zorkij.
Tabellen nedan visar publiksnitt per lag från 2002 - 2006. Statistiken kommer från www.bandysidan.nu, men är tyvärr inte komplett. Uppgifter från 2004, 2007 och 2008 saknas helt:
| Klubb                | 2002           | 2003           | 2004          | 2005           | 2006           |
| -------------------- | -------------- | -------------- | ------------- | -------------- | -------------- |
| Baykal-Energija      | 15900          | 13667          | Ingen uppgift | 11500          | 8400           |
| Sajany-Chakasija     | 1950           | 6611           | Ingen uppgift | 5450           | 7000           |
| Rodina               | 7889           | 6450           | Ingen uppgift | 7450           | 6500           |
| Kuzbass              | 11100          | 12556          | Ingen uppgift | 12200          | 6333           |
| Uralskij Trubnik     | 7230           | 11350          | Ingen uppgift | 6422           | 4830           |
| Vodnik               | 1850           | 2500           | Ingen uppgift | 4550           | 4130           |
| Jenisej              | 6200           | 6889           | Ingen uppgift | 4500           | 3815           |
| Metallurg (Bratsk)   | 6600           | 6133           | Ingen uppgift | 3550           | 3630           |
| Sibselmasj           | 2750           | 3778           | Ingen uppgift | 3350           | 3620           |
| Zorkij               | 4885           | 4700           | Ingen uppgift | 3580           | 3400           |
| SKA Neftianik        | 6300           | 5000           | Ingen uppgift | 3000           | 3210           |
| Lesochimik           | Lägre division | Lägre division | Ingen uppgift | 2980           | 3080           |
| Majak                | 3930           | 4000           | Ingen uppgift | 3455           | 2840           |
| Dinamo-Kazan         | 1500           | 2400           | Ingen uppgift | 950            | 2400           |
| Start                | 7400           | 9000           | Ingen uppgift | 3750           | 2380           |
| Volga                | 6100           | 6100           | Ingen uppgift | 3400           | 2345           |
| Murman               | Lägre division | Lägre division | Ingen uppgift | 2750           | 1930           |
| Stroitel             | 1300           | 850            | Ingen uppgift | 1650           | 1450           |
| SKA Zabajkalets      | 1100           | 1167           | Ingen uppgift | 970            | 1400           |
| Lokomotiv (Orenburg) | 4150           | 2270           | Ingen uppgift | 1450           | 1200           |
| SKA Sverdlovsk       | 550            | 1000           | Ingen uppgift | 889            | 1070           |
| Dynamo Moskva        | Lägre division | Lägre division | Ingen uppgift | 420            | 403            |
| Sever                | 1800           | 1500           | Ingen uppgift | Lägre division | Lägre division |
| BSK                  | Lägre division | 720            | Ingen uppgift | Lägre division | Lägre division |
| Koljskaja GMK        | 1150           | Lägre division | Ingen uppgift | Lägre division | Lägre division |
| Junost (Omsk)        | 600            | Lägre division | Ingen uppgift | Lägre division | Lägre division |

## Övrigt
SKA Neftianik är både det östligaste och sydligaste laget i högsta divisionen.